# Humour noir
L’humour noir est une forme d'humour qui souligne avec cruauté, amertume et parfois désespoir l'absurdité du monde, face à laquelle il constitue quelquefois une forme de défense. Faisant généralement appel à l'ironie et au sarcasme le plus violent, il doit être parfaitement maîtrisé pour ne pas être confondu avec de la simple grossièreté ou de la méchanceté gratuite, car il fait souvent appel aux différents degrés de langue que le grand public est rarement capable de comprendre.

## Caractéristiques

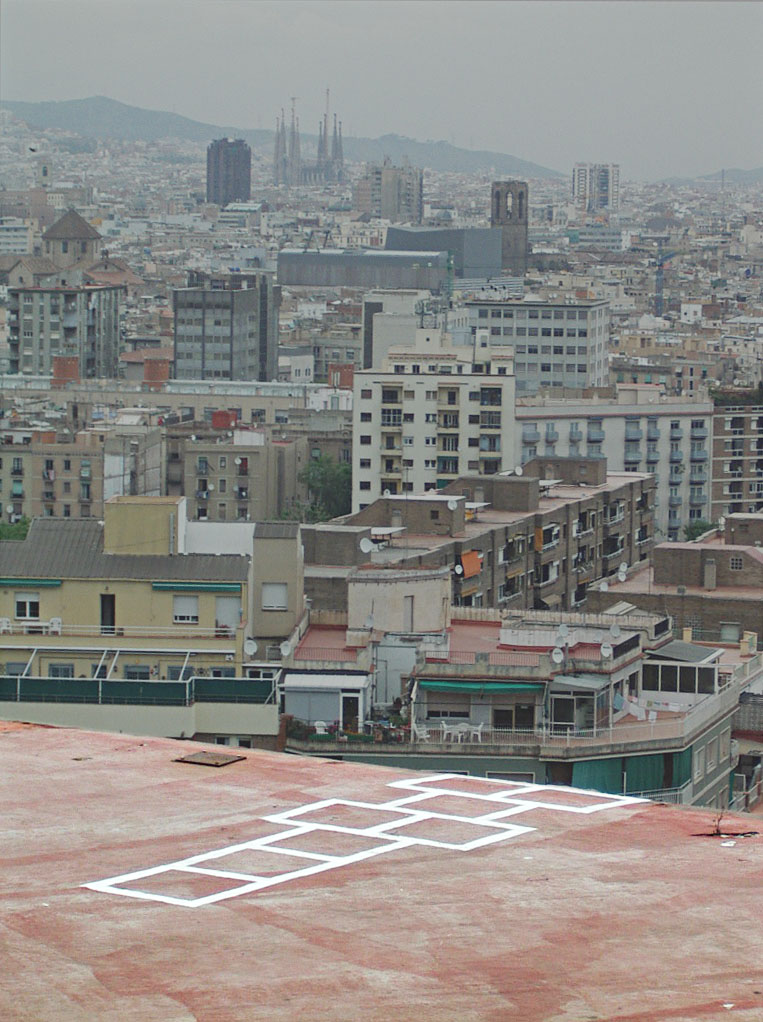
Humour noir par l'image : sauter sur la case virtuelle Ciel de la marelle vous amène effectivement au Ciel.

L’humour noir consiste notamment à évoquer avec détachement, voire avec amusement, les choses les plus horribles ou les plus contraires à la morale en usage (la mort et ses thèmes connexes sont fréquents dans cette forme d'humour). La morale comme la loi étant des notions variables selon les cultures et les époques, les sujets évoqués varient également.
Il établit un contraste entre le caractère bouleversant ou tragique de ce dont on parle et la façon dont on en parle. Ce contraste interpelle le lecteur ou l’auditeur et a vocation de susciter une interrogation et le réveil de sa pensée critique. C’est en quoi l’humour noir, qui fait rire ou sourire des choses les plus sérieuses, est considéré par les pouvoirs en place comme étant potentiellement une arme de subversion.
Empreint de fatalisme, pathétique par certains côtés, cet humour est forcément une source de gêne. Certains présentent d’ailleurs cette gêne comme un de ses ressorts, dans la mesure où le rire qu’il provoque doit gêner, voire donner honte, faire hésiter celui qui en rit entre sa réaction naturelle, le rire, et sa réaction réfléchie, l’horreur ou le dégoût. Le but de l'humour noir n'étant pas de faire souffrir mais d'éclairer les masses sur la valeur réelle d'un évènement par rapport à la réalité. Suivant les cultures il évolue entre désespoir et raillerie et sera plus ou moins accepté en fonction de la force des tabous qu’il titille.
L'humour noir se rencontre principalement dans la littérature (roman, nouvelle et micronouvelle), le théâtre, le cinéma, la bande dessinée et le dessin.

## Origine de l'expression
On attribue généralement à André Breton l’origine moderne de l’expression, avec son Anthologie de l'humour noir. Celle-ci est employée, avec le sens actuel, par Joris-Karl Huysmans dans son texte autobiographique Joris-Karl Huysmans, publié dans Les Hommes d'aujourd'hui en 1885.

## Un genre d'humour risqué
L'humour noir dans les médias ou publicité est un sujet à polémique et interdiction,. Parmi les célèbres polémiques de l'humour noir, Hitler = SS de Philippe Vuillemin montre la complexité de l'humour à savoir rire de tout. Patrick Timsit fait face à un procès pour un gag d'humour noir sur les trisomiques. Les sketchs de Coluche provoquent la polémique même longtemps après sa mort et on peut constater que dans les années précédant le XXIe siècle les humoristes et penseurs disposaient d'une plus grande liberté. Cela soulève avec humour l'interrogation de créer une haute autorité de l'Humour,. En février 2019, la chanson de Laura Laune Déclaration d'amour à la France est coupée au montage lors d'une émission sur France 2.

## Exemples
Certaines sources relatent les citations célèbres d'humour noir.

« Parmi cette liste de mots, cherchez l'intrus : métastase, Schwartzenberg, chimiothérapie, avenir… »

— Pierre Desproges

« Elle tomba. Il plongea. Disparus. »

— Félix Fénéon, Nouvelles en trois lignes

« Tu aimes bien ta mère ? Alors reprends un bout. »

— Pierre Doris

« Le sapin, dont on fait les cercueils, est un arbre toujours vert. »

— Xavier Forneret, Encore un an de Sans titre, par un homme noir blanc de visage

« Quand mon père m'a beaucoup battu, il a chaud. Alors je me traîne vers la fenêtre et je la ferme pour qu'il n'attrape pas de courant d'air. »

— Jules Vallès, L'enfant

« Il ne faut jamais gifler un sourd. Il perd la moitié du plaisir. Il sent la gifle mais il ne l'entend pas. »

— Georges Courteline

« La hausse du pétrole entraîne des inquiétudes chez les handicapés-moteurs. »

— Coluche

« Qui a coulé le Titanic ? Iceberg, encore un juif. »

— Serge Gainsbourg, Aphorismes
 Serge Gainsbourg étant juif, il fait ici allusion au fait que de nombreux Juifs portent des noms contenant le suffixe « Berg », qui veut dire « montagne » en allemand, et aussi au fait qu'un ressort classique de l'antisémitisme consiste à désigner les Juifs comme responsables de toutes les calamités.

« Halloween : Livraison à domicile pour pédophiles. »

— Laurent Baffie, Le Dictionnaire de Laurent Baffie

« Bal tragique à Colombey : Un mort. »

— Hara Kiri
 Le décès du général De Gaulle ayant eu lieu peu de temps après un incendie tragique dans une salle de bal, le journal a été saisi par décision de justice. François Cavanna avait déclaré à cette occasion que jamais le général De Gaulle n'avait empêché le journal Hara Kiri de publier et que c'est seulement une fois décédé que l'intéressé était la cause de cette saisie.

## Science
Une étude de 2017 a démontré que les personnes réceptives à l'humour noir avaient tendance à avoir un niveau d'étude assez élevé, des émotions stables et n'étaient pas agressives.

## Artistes
- Magazines : Charlie Hebdo, Hara-Kiri, Psikopat' …
- Les « Grands prix de l'humour noir » sont décernés chaque année pour récompenser les meilleurs livres et dessins d’humour noir.

### Écrivains

#### En langue française
- Alphonse Allais
- Artus
- Brigitte Aubert
- Frédéric Beigbeder
- André Blavier
- Pierre Bourgeade
- Serge Brussolo
- Pierre Henri Cami
- Pierre Dac
- Georges Darien
- Pierre Desproges
- Joël Egloff
- Paul Gordeaux
- Gotlib
- Anne Duguël
- Stéphane Guillon
- Sacha Guitry
- Thomas Gunzig
- Alfred Jarry
- Thierry Jonquet
- Fred Kassak
- Hervé Le Tellier
- Raphaël Majan
- Octave Mirbeau
- Jean-Bernard Pouy
- Gisèle Prassinos
- Yak Rivais
- Jacques Sternberg
- Jean Teulé
- Colin Thibert
- Vercors (écrivain)

#### Dans d'autres langues
- Ambrose Bierce
- Mikhaïl Boulgakov
- Fredric Brown
- Leonora Carrington
- Nikolaï Gogol
- Patricia Highsmith
- Franz Kafka
- Thomas Pynchon
- Thomas de Quincey
- Agota Kristof
- Chuck Palahniuk
- Saki
- Tom Sharpe
- Art Spiegelman
- Jonathan Swift
- Wisława Szymborska
- Kurt Vonnegut
- Donald E. Westlake

### Dessinateurs
- Charb
- Chaval
- Jean-Claude Claeys
- Joan Cornellà
- Philippe Foerster
- Franquin (Idées noires)[14]
- Philippe Geluck
- Gotlib
- Thierry Guitard
- Marc Hardy (Pierre Tombal)
- Pierre La Police
- Francis Masse
- René Pétillon
- Quino
- Reiser
- Relom
- Siné
- Claude Serre
- Ralph Steadman

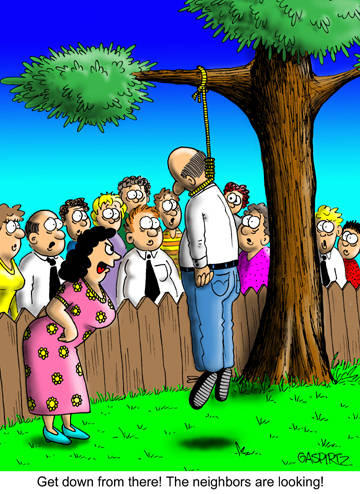
« Descends de là ! Les voisins nous regardent ! »
— Dessin d'Oliver Gaspirtz.

- Uli Stein (de) (dessinateur de presse allemand)
- Roland Topor
- Tronchet
- Jhonen Vasquez
- Philippe Vuillemin

### Humoristes
- Anne-Sophie Bajon[15]
- Christophe Alévêque
- Artus
- Laurent Baffie
- Didier Bénureau
- Anne-Marie Carrière
- Coluche[16]
- Dieudonné
- Pierre Desproges
- Raymond Devos
- Pierre Doris
- Dédo
- Jeff Dunham
- Fabrice Éboué
- Jérémy Ferrari
- Julie Ferrier
- Blanche Gardin
- Paul Gordeaux
- Pierre Emmanuel Barré
- Stéphane Guillon
- Redouanne Harjane
- Nicolas Bedos
- Chantal Ladesou
- Michèle Laroque
- Chantal Lauby
- Laura Laune
- Valérie Lemercier
- Jean-Luc Lemoine
- Jean-François Mercier
- Michel Muller
- Didier Porte
- Élodie Poux
- Gaspard Proust
- Muriel Robin
- François Rollin
- Laurent Ruquier
- Patrick Timsit
- Ylipe
- Walter
- Mike Ward
- Sami Ameziane
- Mustapha El Atrassi
- Jean-Marie Bigard

### Réalisateurs
- Todd Solondz
- Pedro Almodóvar
- Bertrand Blier
- Les frères Coen
- Albert Dupontel[17]
- Alfred Hitchcock
- Sergio Leone
- Jean-Pierre Mocky
- Monty Python
- Quentin Tarantino
- John Waters
- Harmony Korine
- Orson Welles
- Álex de la Iglesia
- Kirill Sokolov
- Jan Kounen
- Jean-Pierre Jeunet
- Terry Gilliam

### Dialoguistes
- Henri Jeanson
- Paul Gordeaux
- Michel Audiard

### Films
Pour un article plus général, voir Comédie noire.
- Adam’s Apples
- Affreux, sales et méchants
- Arsenic et vieilles dentelles
- Bernie
- Bienvenue au cottage
- Black Sheep
- Buffet froid
- C'est arrivé près de chez vous
- Château en Suède
- Delicatessen
- Dellamorte Dellamore
- Doghouse
- Fatal Games
- Joyeuses Funérailles
- L'Ultime Souper
- La Famille Addams
- Le croque-mort s'en mêle
- Les Bouchers verts
- Les Valeurs de la famille Addams
- Mais qui a tué Harry ?
- Monty Python : La Vie de Brian
- Monty Python : Le Sens de la vie
- Noblesse oblige
- Passage à l’acte
- Petits Meurtres entre amis
- Pulp Fiction
- Severance
- Tatie Danielle[18]
- The Perfect Host
- Tueurs de dames
- Un cadavre au dessert
- Vieille canaille
- You Kill Me

### Séries
- Breaking Bad
- Buffy contre les vampires
- Dr House
- Fargo
- Heathers
- Insatiable
- L'Hôpital et ses fantômes
- Scream Queens
- Six Feet Under
- The IT Crowd
- The Office
- UnREAL
- Weeds
- Why Women Kill
- Mercredi (série télévisée)

### Séries d'animation
- Les Griffin
- American Dad!
- The Cleveland Show
- Happy Tree Friends
- Daria
- South Park
- Archer
- Robot Chicken
- Rick et Morty
- Le Monde Incroyable de Gumball
- Les Simpson

### Émissions
- Groland
- Les Guignols de l'info

### Bandes dessinées
- Les Sales Blagues de l'Écho
- Fluide glacial[19]
- Idées noires de Franquin

### Chanteurs

#### En langue française
- Serge Gainsbourg
- Georges Brassens
- Giedré
- Laura Laune[20]
- Marie Reno[21]
- Didier Super
- VRP

#### Dans d'autres langues
- Tom Lehrer
- Randy Newman
- Frank Zappa
- Warren Zevon